# 徐甘泉
徐甘泉（1944年9月—），祖籍安徽省金寨县斑竹园镇，中国人民解放军海军少将。

## 生平
徐甘泉是原中国人民解放军总政治部副主任徐立清中将之子。1962年考进北京航空学院。1965年加入中国共产党。1967年参加工作，1968年成为内蒙古自治区包头市东风钢铁厂工人。1973年9月参加中国人民解放军。历任助理员、科长。1983年至1984年，在中国人民解放军政治学院学习，毕业后出任中国人民解放军海军航空兵政治部干部部副部长。1985年任37251部队师政治委员。1988年后，历任中国人民解放军海军装备技术部航空科研部部长，飞机部部长，海军装备技术部总工程师，参加了一系列海军武器装备科研及试制等重大任务。1996年7月出任中国人民解放军海军装备论证研究中心政治委员，并晋升为海军少将军衔。2000年12月至2005年任葫芦岛中国人民解放军海军试验基地（92493部队）司令员。

## 家庭
- 父：徐立清，开国中将